# Paço do Barão da Fonte Bela

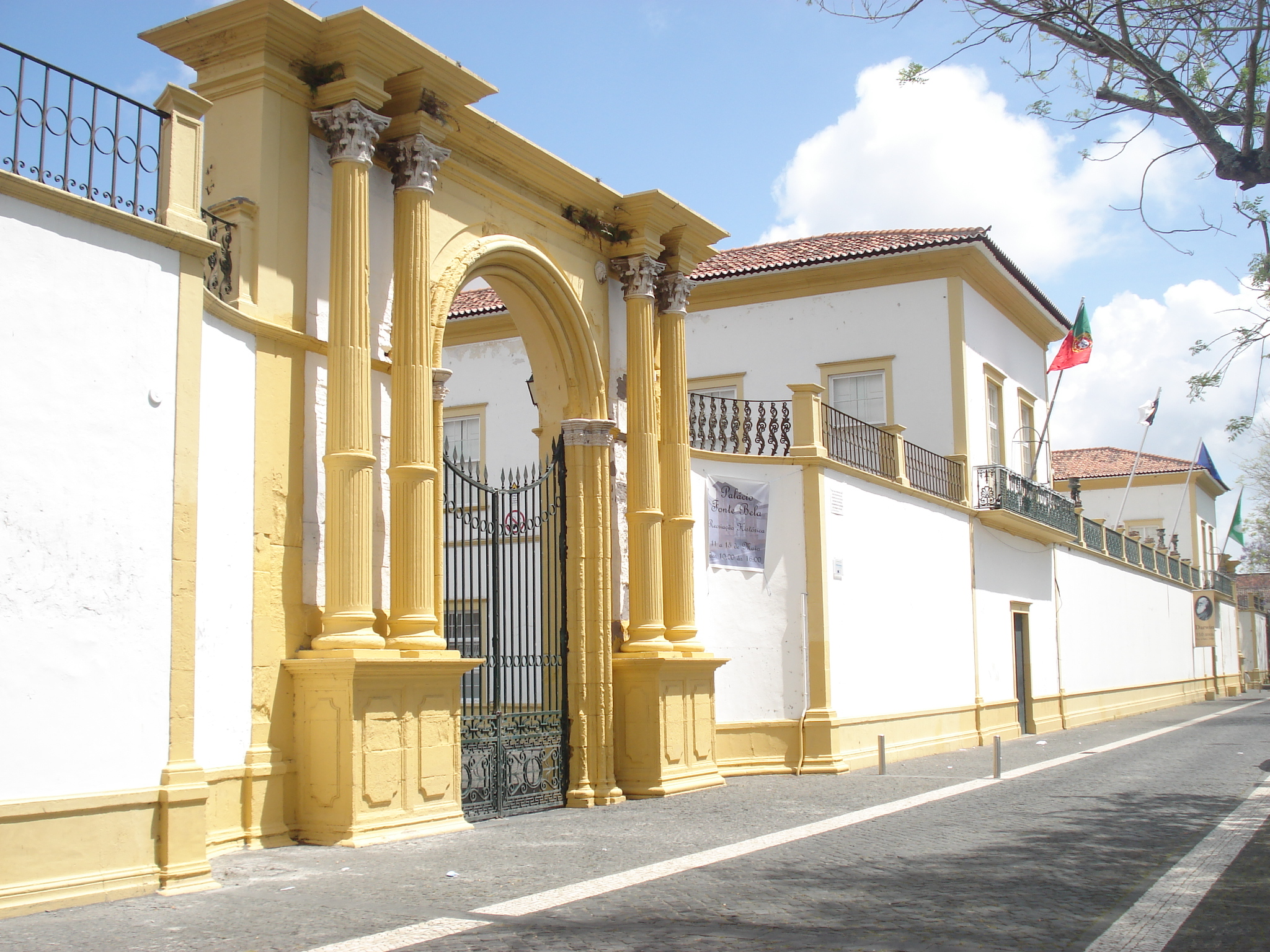
Portão do Paço do Barão de Fonte Bela

O Paço do Barão da Fonte Bela, também referido como Paço da Fonte Bela e Palácio da Fonte Bela, localiza-se no centro da cidade de Ponta Delgada, na ilha de São Miguel, nos Açores.

## História
Originalmente residência da família de Jacinto Inácio Rodrigues da Silveira, barão da Fonte Bela, e desde 1921 passou a funcionar o Liceu de Ponta Delgada, atual Escola Secundária Antero de Quental.
Dotado de grandes iniciativas e ligado ao negócio da laranja com a Grã-Bretanha, foi com os lucros do mesmo que o barão mandou erigir o palácio.
Encontra-se classificado como Imóvel de Interesse Público pela Resolução n.º 41/80, de 11 de Junho.

## Características
Obra de grande imponência, apresenta como inovação, na sua extensa fachada, marcas do estilo neoclássico, patente, aliás, na monumentalidade dos seus dois pórticos que se abrem para pátios que, nos extremos da frontaria, apresentam dois corpos ligados entre si por um recuado torreão que serviria para vigiar a chegada dos navios transportadores da laranja. Os dois corpos avançados uniam-se externamente por um terraço, cujo lado que dava para o então Largo da Conceição ou do Paço era ornamentado por um gradeamento de ferro que ainda suporta vasos campanulados.
O corpo principal do Palácio, virado para poente, apresenta à entrada, no exterior, um alpendre de ferro sustentado por colunas. O vestíbulo, em cujo chão se vê desenhada, em pavimento de basalto, uma coroa de louros, a escadaria de acesso ao segundo piso e o rodapé elevado das paredes estão revestidos e igualmente pavimentados com a mesma pedra.
De salientar que de Inglaterra para o Palácio vieram móveis e que os gradeamentos de ferro procederam directamente de Liverpool. Contudo desde que o palácio passou a servir como liceu sofreu várias remodelações e melhoramentos com a finalidade de melhor adaptar o edifício às suas novas funções.